# Філ Гілл (автогонщик)
Філіп Толл Гілл-молодший, зазвичай просто «Філ Гілл» (англ. Philip Toll Hill, Jr.), (20 квітня 1927—28 серпня 2008) — американський автогонщик. Єдиний народжений в Америці чемпіон світу з автоперегонів у класі Формула-1 (1961). Носив прізвисько «Hamlet in a helmet» — «Гамлет у шоломі».

## Молоді роки
Філіп Толл Гілл-молодший народився в Маямі 20 квітня 1927 року в родині чиновника поштового відомства Філіпа Толла Гілла-старшого та його дружини Лели Лонг Гілл. Батько незабаром отримав підвищення, і родина переселилася до Каліфорнії, у містечко Санта-Моніка поблизу Лос-Анджелеса. 
Всього в сім'ї Гілла було троє дітей: сини Філ та Джеррі та дочка Гелен.
Матір була суперечливою натурою: одночасно суворою, зніженою та домінуючою в сім'ї жінкою, до того ж дуже релігійною. Вона написала і опублікувала декілька релігійних гімнів і постійно жертвувала гроші на хресні ходи. Дітям вона могла читати настанови щодо праведного життя протягом кількох годин. Батька Філ запам'ятав як серйозного нелюблячого чоловіка, який, віддаючи його до військової школи наказав бути «добрим маленьким солдатом».
Філіп-старший був прихильником Демократичної партії, Лела — переконаною республіканкою. За столом вони часто сперечалися на цьому ґрунті. Для їхніх дітей це ставало неабияким випробуванням. 1935 року Філа віддали навчатися до Hollywood Military Academy. У місцевому шкільному ансамблі він грав на альті та барабанах. В цьому закладі він провів три роки. Не маючи близькості у відносинах з батьками, Філ став замкненим і дружив лише з кількома однолітками. Виходом для почуттів для нього стала музика, і малий Гілл навчився грати ще й на фортепіано.
Під час однієї з батьківських домашніх вечірок Філ розібрався із керуванням Oldsmobile, що належав одному з гостей, і проїхався Санта-Монікою. Тоді йому виповнилося лише дев'ять років. Відтоді його приваблював світ автоспорту. Він жадібно перечитував усі книги та журнали, що йому траплялися на цю тему. Улюбленими його журналами стали британські видання «Autocar» та «The Motor». Через роки Гілл казав: «Навіть раніше, коли я ще не керував нічим серйозним, я був цілковито зачарований романтикою всього, що хоч якось стосувалось цього. Я читав про великий Мерседес, Авто Юніон, Караччіолу, фон Браухіча, Тіма Біркіна, Вілбура Шоу. Будь-що про все це... Я був фанатом.»

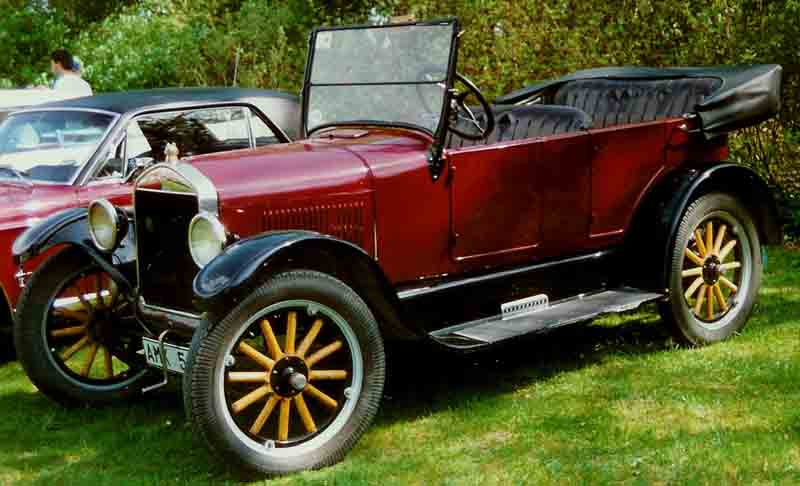
Ford Model T

Жити стало важче, коли батьки почали пити. Багато часу Філ почав проводити з розлученою тіткою Гелен. Коли йому було дванадцять, тітка придбала Філу Ford Model T (відоміший як «Бляшанка Ліззі»), який хлопець часто розбирав до запчастин, щоб зрозуміти, що це за техніка і як вона працює. Водій тітки показав йому, як з цією машиною управлятися на дорозі. У практиці водіння юний Гілл тренувався разом зі своїм другом Джорджем Герстом на закритих ґрунтових дорогах Каньйону Санта-Моніки та імпровізованому чвертьмильному треку на території родового маєтку Герста.  У школі Філ страждав від хронічного синуситу. Пізніше, під час перегонів він їздитиме з відкритим ротом через те, що не звик дихати носом. Під час епідемії поліомієліту хлопця тримали подалі від навчальних закладів, і навчання він проходив вдома. Коли ж він повернувся до школи, то швидко зрозумів, що відстає від інших хлопців у фізичній підготовці і заняттях спортом. Після цього Філ став ще більш відстороненим від соціуму і багато часу почав проводити біля складів металобрухту, вивчаючи все, що стосувалося автомобілів. Ця залученість до світу автівок та зростаюча вправність у поводженні з технікою дали йому впевненість в собі, хоча  у суспільстві він все ще відчував себе незграбою.
На кишенькові витрати Філ заробляв працівником гаража, а згодом деякий час працював у штаті авіакомпанії Douglas Aircraft Company. Після закінчення школи Santa Monica High School вісімнадцятирічний Гілл, на догоду батькові, вступив до Південнокаліфорнійського Університету. Там він вивчав ділове адміністрування і був членом студентського братства Kappa Sigma. У 1946-му Філ Гілл став одним з перших десяти членів Каліфорнійського клубу спортивних машин (California Sportscar Club). В університеті він провчився два роки і, кинувши навчання, влаштувався помічником механіка та продавцем у крамницю Роджера Барлоу «International Motors». Одним з його напарників там працював Бернар Кахьє, а головним механіком був Річі Гінтер.
Того ж року Гілл придбав двомісний MG-TC, який сам же і перебудував, зробивши придатним до змагань.
24 липня 1949 року відбулася одна з перших гонок, в яких брав участь Гілл. Це були змагання Carrell Speedway серед машин Класу B. Автодром,  на якому вони проводилася, знаходився в долині Сан-Фернандо біля Лос-Анджелеса. Гонка стала для Гілла переможною і започаткувала його автокар'єру.
1949 він, як стажер компанії Jaguar, був направлений у Ковентрі, де провів півроку, працюючи в обслуговуючих відділеннях SU carburetor, Ягуар Карс та Роллс-Ройс. Гілл був присутній на гонці в Ґудвуді та першому Гран-прі Формули-1, що проводився у Великої Британії. Після цього він згадував: «Тоді межею моїх амбіцій було стати колись механіком у великого гонщика». Одинадцять років потому він виграв цей чемпіонат.
Зібравши в Англії достатньо коштів, Філ привіз додому Ягуар моделі XK l20. 
Значно модифікувавши, Гілл пристосував його до участі в перегонах.

## Гоночна кар'єра в Америці

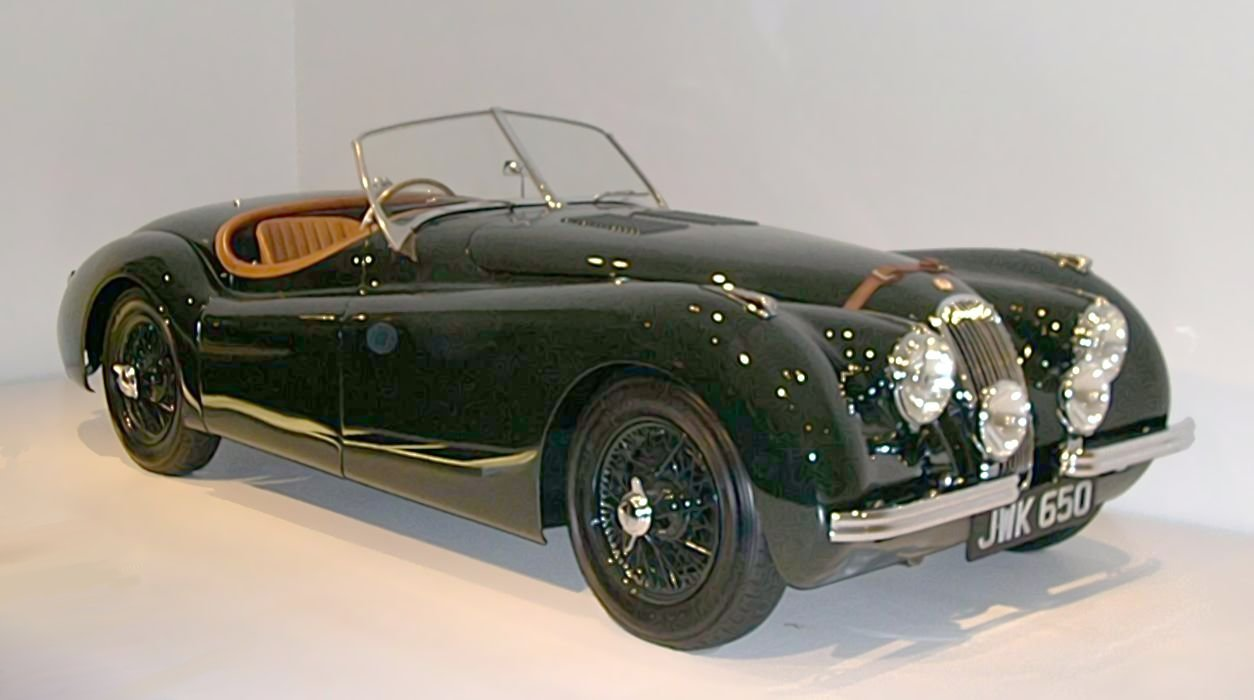

25 червня 1950 він випробував роботу на перегонах, що проводилися на покинутій військовій базі дирижаблів в Санта-Анні. Тоді він прийшов до фінішу другим.
5 листопада 1950 Гілл узяв участь у гонці 100 миль Pebble Beach і прийшов першим!
У березні 1951 року померла його мати, а через місяць пішов з життя і батько. На гроші, що залишились хлопцю у спадок, він придбав у Луїджі Чінетті 2.6-литровий Ferrari. Після декількох перемог він виміняв її на Ferrari 2.9. Загалом у 1951 році Гілл взяв участь у 13 гоночних змаганнях, чотири з яких виграв.
Це привернуло увагу багатих вкладників, таких як Бріггс Канінґем та Чарльз Хорнберг. Канінґем, окрім того, що надав Гіллу автівку Cunningham C-2 для участі у гонці Палм-Спрінґс, ще й зробив його резервним пілотом у своїй команді, яка у червні 1952 втретє брала участь у 24 годинах Ле-Ману. Допомога Гілла тоді не знадобилася. Канінґем із своїм штурманом Біллом Спіром прийшли до фінішу четвертими.
Чарльз Хорнберг, дилер та постачальник британських Ягуарів на Західному узбережжі, забезпечив Гілла Ягуаром C-Type, на якому той 6 вересня 1952 виграв перегони Elkhart Lake Road Race на озері Елхарт у Вісконсині. Перший дебют Гілла на перегонах міжнародного масштабу відбувся через два тижні на Гран-прі Уоткінс-Ґлен. У 1952 він також став шостим на Панамериканських перегонах, що проводилися  в листопаді. Його штурманом того разу став Альберт Стаббс. Виступали вони на Ferrari Алена Ґіберсона.
Наступного року  Гілл взяв участь у 16 гоночних змаганнях, вигравши перегони Pebble Beach Road Races, Santa Barbara Trophy та гонку на Madera для модифікованих автівок з двигуном більше, ніж півтора літри. 
1953-го відбувся  його дебют на 12 годинах Себрінга (із штурманом Біллом Спіром)  та 12 годинах Реймсу (із штурманом Луїджі Чінетті). У Ле-Мані за кермом Osca MT 4 Гілл лідирував, та був змушений зійти через проблеми з трансмісією.  На Панамериканських перегонах 1953-го Гілл із штурманом Річі Гінтером на Ferrari 340 до фінішу не доїхав, потрапивши в аварію між Пуеблою та Мехіко. На тих перегонах загинули десять учасників, Гілл же залишився неушкодженим, навіть коли його автівка зірвалася з кручі. Та невдовзі після цього лікар знайшов у Філа виразку і порадив відмовитися від перегонів хоча б на рік. Від неробства Філ і його брат Джеррі привели до ладу старий Pierce Arrow 1931 року випуску. Згодом відновлена автівка одержала перемогу в численних конкурсах, в тому числі на Pebble Beach Concours d’Elegance 1955 року. Незважаючи на попередження лікаря, Гілл взяв участь у кількох змаганнях і став другим  на  SCCA National March. Не відмовився Гілл і від Панамериканських перегонів. Цього разу вони з Гінтером фінішували другими, після заводської Ferrari Умберто Мальолі. 
Після цього Гілла стали вважати чи не найкращим водієм спорткарів в Америці.
Незабаром Гілл кинув курити, його виразка загоїлася, і він повернувся у гонки. У березні 1955 разом Керроллом Шелбі він став другим на 12 годинах Себрінга. У квітні — виграв гонку SCCA National Pebble Beach.
Після таких успіхів Луїджі Чінетті почав переконувати Енцо Феррарі дати Гіллу місце в стайні Феррарі. Коммендаторе, який вже чув про цього хлопця від Мальолі, запросив Філа на співбесіду. В результаті, Гіллу було довірено представляти Скудерію на 24 годинах Ле-Мана разом з Мальолі. Фінішу вони не дісталися, але зійшли з третьої позиції. Того ж року Гілл виграв змагання SCCA National Beverly, перегони на озері Елхарт, які, за словами очевидців, були одними з найвидовищніших, перші гонки в Сакраменто та Ґлендейлі, та Nassau Trophy на Багамах.
1956 року Ferrari 857S під номером 36 з екіпажем Філ Гілл-Олів'є Жендеб'єн  фінішувала у гонці 1000 км Буенос-Айресу другою. Першою була Maserati 300S Стірлінга Мосса. Та у в класі S+3.0 Ferrari все одно здобула перемогу.
Гілл став третім в «1000 км Нюрбургринга», першим в п'ятигодинній гонці в Мессіні і другим в  «Порто Гран-прі». В Ле-Мані разом із Андре Сімоном він зійшов після десяти кіл. Із Морісом Трентіньяном на 3,5 литровій Ferrari — виграв «Гран-при Швеції», що завершував сезон. А також виступив на 12 годинах Реймсу, де його напарником став Стірлінг Мосс.
У 1957 на Ferrari з двигуном об'ємом в 4,1 л Гілл разом з Пітером Коллінзом виграв  «Гран-прі Венесуели», став другим в  12 годинах Реймсу та в Швеції і першим в домашніх перегонах у Палм-Спрінгс в Каліфорниї.
У червні 1958 року за жахливих погодних умов Гілл разом із Жендеб'єном вперше виграв 24 години Ле-Ману. А в липні — дебютував у Формулі-1.

## Кар'єра у Формулі 1

### 1958
Вперше Гілл узяв участь у перегонах Формули-1 на трасі  Реймс-Гу у Франції, виступаючи за команду Йоакім Бонньє на Maserati 250F. До фінішу він прийшов сьомим, не набравши залікових балів, проте випередивши самого Бонньє. Перемогу хет-тріком тоді здобув Майк Хоторн.
На Гран-прі Франції загинув один з пілотів Феррарі — Луїджі Муссо. Його місце в бойовому складі команди передали резервному Гіллу. За кермом боліду Феррарі він вперше виїхав на трасу на Гран-прі Німеччини 3 серпня 1958 року. Це була восьма гонка сезону. Кваліфікований десятим, Гілл прийшов до фінішу  дев'ятим. На тих змаганнях, проїхавши дві третини дистанції, потрапив у тяжку аварію ще один гонщик Феррарі — Пітер Коллінз, який перед цим виграв  Гран-прі Великої Британії. Отримані ним травми виявилися несумісними з життям, і він помер того ж дня у лікарні.
Гран-прі Італії приніс Гіллу перші очки. Замість загиблого Коллінза у Феррарі тепер виступав напарник Філа у 24 годинах Ле-Ману Олів'є Жендеб'єн. Після кваліфікації Гілл опинився на сьомій позиції стартового поля, поруч з Хоторном та Бера. Перші три місця з чотирьох зайняли пілоти Vanwall. Але швидкісна Монца дала змогу потужнішим Ferrari позмагатися за лідерство. Володар поулу Мосс стримував атаки Хоторна та Гілла, доки в нього не вийшла з ладу коробка передач. Гонщиків Ferrari зміг випередити лише Тоні Брукс. Хоторн фінішував другим, Гілл — відразу за ним. Так, вже у третій своїй гонці він посів бронзову сходинку на п'єдесталі пошани.
У Марокко вирішувалася доля чемпіонського титулу. Стірлінг Мосс  виконав завдання-максимум: виграв гонку і показав найшвидше коло. Якби Хоторн фінішував  третім, Стірлінг став би переможцем чемпіонату. Цього не сталося, і титул з перевагою в одне очко здобув Майк Хоторн. Відразу після цього він заявив, що залишає перегони. Гілл на цьому етапі був третім, програвши переможцю одну хвилину, а Хоторну — менше секунди. До своєї залікової скарбнички він додав ще п'ять балів і став десятим за результатами чемпіонату.

### 1959
Торішній переможець Кубку конструкторів Vanwall залишив Формулу-1. Після цього за перемоги до снаги було змагатися британському Куперу та стайні із Маранелло. Сезон розпочинав Гран-прі Монако 10 травня. Мосс на Купері став першим на кваліфікації, Гілл стартував п'ятим, поступившись напарникам по команді Жану Бера і Тоні Бруксу. Бера від початку очолив гонку, але проблеми із двигуном змусили його зійти. Мосс згодом залишив трасу через поламку трансмісії. Попереду Гілла залишались Тоні Брукс та Джек Бребгем. Вперед американця також вийшов Моріс Трентіньян. Гілл на фініші став четвертим, програвши Бребгему, що став першим, два кола.
На наступному європейському Гран-прі у Нідерландах на Зандвоортському кільці свою єдину перемогу здобув Йо Бонньє. Гілл із дванадцятої позиції на старті зміг піднятися на шосту.
На Гран-прі Франції команда Феррарі не мала рівних. Її представники посіли перше (Брукс), друге (Гілл) та четверте (Жендеб'єн) місце.
У Гран-прі Великої Британії Феррарі участі не брала через страйки робітників в Італії. Та вже на наступному етапі у Німеччині компенсувала це, зайнявши увесь п'єдестал пошани. Тоні Брукс знову отримав лавровий вінок, Ден Герні, що проводив лише другу гонку, посів срібну сходинку, Філ Гілл, з відставанням в одну хвилину на фініші, доповнив тріумф Скудерії третім місцем.
На португальському треку Монсанто-Парк гонку було розпочато значно пізніше звичного часу. Для Філа Гілла перегони закінчились достроково, коли його болід на шостому колі стикнувся з болідом Грема Гілла. Але в Італії американський гонщик прийшов другим, показавши найкращий результат для Феррарі і отримавши додатковий бал за найкраще коло.
Останній етап 1959 року проводився у Сполучених Штатах. Гіллу очок він не приніс, адже той зійшов через механічні проблеми. У загальному заліку Гілл із дев'ятнадцятьма очками показав четвертий результат. Бребгем, який на Гран-прі США останні триста метрів власноруч штовхав болід до фініша після поламки двигуна, виборов свій перший чемпіонський титул.

### 1960
Сезон 1960 року пройшов для Філа Гілла не надто вдало, як і для Феррарі загалом. У Голландії та Великої Британії фінішного прапора він не побачив, у першому випадку через те, що підвів двигун, у другому - потрапивши в аварію. Але у Монако Гілл був третім, а у Бельгії — четвертим. Гонка у Спа стала однією з найтрагічніших за всю історію Формули-1: на кваліфікації потарапили в аварії Стірлінг Мосс, Майк Тейлор та Алан Стейсі. Під час самого Гран-прі загинуло відразу двоє пілотів.
Для Формули-1 це стало не лише тяжкою утратою, а й великим ударом, тепер було важливо, щоб наступні перегони пройшли без якихось інцидентів. Але спроба виправити становище у Франції виявилася марною. Вже  на старті трапився завал, спричинений неувагою Грема Гілла, що не побачив сигнал до старту. Нарешті поїхавши, Грем протаранив болід Моріса Трентіньяна. На щастя, постраждала лише техніка. Філ Гілл на цьому етапі виступив на першій в історії Ferrari із заднім розташуванням двигуна. На кваліфікації він зайняв друге місце поруч з Джеком Бребгемом. Вони ж і очолювали гонку, випереджаючи одне одного. Та після середини дистанції у Гілла зламалася трансмісія, і він був змушений зійти. Ця гонка, як і абсолютна більшість етапів сезону, завершилися трумфом команди Купер, яка зайняла перші чотири місця на фініші.
Єдина перемога дісталася команді Феррарі на передостанньому Гран-прі в Італії. Незважаючи на непоганий дебют власного боліду із заднім розташуванням двигуна, Скудерія продовжувала використовувати застарілу модель Dino 246. Але лідируючий у залуку Кубку конструкторів Купер разом із командою Лотус відмовилися виходити на старт Монци через недостатню безпек траси, в яку знов було включено овальний трек. На старті боліди Ферарі зайняли перші три місця, і в такому ж порядку фінішували: Гілл, Гінтер, Мересс. Це стало першою перемогою Філа Гілла у Формулі-1.

### 1961
Стайня з Маранелло підготувала до початку сезона нову модель — Ferrari 156 із заднім розташуванням двигуна. Його потужність дорівнявала 180, а згодом — 190 к.с. Британські ж постачальники нові двигуни до початку перших етапів підготувати не встигли. Хоча на трасі Монте-Карло, де проходив перший Гран-прі потужність не мала великого значення, тут найвагомішою перевагою завжди була керуємість болідом. Тож гонку в Монако виграв Стірлінг Мосс на Лотусі. За ним почергово перетнули фінішну лінію Ferrari Річі Гінтера, Філа Гілла та Вольфганга фон Тріпса. Для Гілла сезон 1961 року розпочинався з бронзи. У Голландії Філ став другим. Лавровий вінок переможця дістався фон Тріпсу. Бельгія принесла Гіллу першу перемогу в сезоні. Тріпс, запізнившись менше, ніж на секунду, став другим.
Гран-прі Франції мав дуже очікуваний початок і зовсім неперередбачуване закінчення. Пілоти Феррарі зайняли перші три місця на стартовій решітці, і після сигналу до початку звично вирвалися вперед. На дев'ятнадцятому колі на боліді Тріпса, який йшов другим відмовив двигун. Згодом у Мосса, який їхав четвертим відмовили гальма. Гілл, який стартував з поулу, вилетів на шпильці Tillois. У Гінтера, який став новим лідером, впав тиск машинного масла. Неочікувано для всіх гонку очолив дебютант Джанкарло Багетті на приватній Ferrari. Переслідуваний Герні і Бонньєром, він зміг зберегти лідерство і виграти свою ж першу гонку. Герні, відстав лише на 0,1 секунди і став другим. Гілл, що зміг після вильоту повернутися на трасу прийшов до фінішу дев'ятим.
У Великій Британії продовжилася його гоночна дель із напарником з Німеччини. Гілл на треку Aintree став другим, фон Тріпс — першим. У Німеччині у протистояння Феррарі втрутився Стірлінг Мосс, здобувши свою останню перемогу. Фон Тріпс фінішував другим, Філ Гілл — третім. Перед етапом в Монці залік очолював фон Тріпс із 33 балами, у його найближчого суперника Гілла було 29 очок. Кваліфікацію Гран-прі Італії, який був передостаннім в сезоні, також виграв німець. Друге і третє місця на стартовій решітці посіли Річі Гінтер і Рікардо Родрігес. Філ Гілл був лише четвертим. Але вже на другому колі при вході в Параболіку Вольфганг фон Тріпс і Джим Кларк, що стартував сьомим стикнулися колесами болідів. Авто німця злетіло у повітря і впало на глядачів біля огорожі. Загинуло чотирнадцять людей і сам фон Тріпс. Гонку не зупиняли і її зміг виграти Філ Гілл. Лише після закінчення перегонів він дізнався, що сталося. Свій виступ на домашній трасі, на яку припадав наступний Гран-прі, він бажав присвятити загиблому товаришу, але Скудерія відмовилася посилати за океан своїх пілотів.
Але титул все одно отримав Гілл, набравши дев'ять очок в Італії. Загальна кількість залікових балів дорівнювала тридцяти чотирьом...

### 1962
У 1962 Феррарі насолоджувалася перевагою у техніці і навіть не підготувала до початку сезону новий болід. До того ж в кінці минулого року команду залишили кілька гоночних інженерів, в тому числі Карло Кіті. Британські ж виробники надолужували згаяне. Створені ними моделі виглядали у справі дуже переконливо.
Гілл перші дві гонки провів, як і минулого року, з третім та другим результатом. На третьому етапі у Бельгії він посів третє місце на подіумі. У Великій Британії та Німеччині він зійшов. В Італії став одиннадцятим. В кінці сезону він вирішив піти у створену колишніми інженерами команду АТС. Чемпіонат же виграв британець Грем Гілл.

### 1963
До початку сезону 1963 року новий болід, який створювала команда АТС був неготовий. Лише 9 червня він зміг узяти участь в гонці Гран-прі Бельгії. На автодромі Спа Гілла було кваліфіковано сімнадцятим. Його напарник по команді Джанкарло Багетті став лише двадцятим. Гонка проходила під сильним дощем, це призвело до великої кількості аварій. Але навіть оминувши їх, ні Філу Гіллу, ні Джанкарло Багетті не вдалося довести болід до фінішу. Багетті зійшов, пройхавши сім кіл, через коробку передач. Гілл протримався третину дистанції, але та ж проблема змусила заїхати в бокси і його. На трасі тріумфували британці. Гонку очолював Грем Гілл на БРМ, а після його сходу — Джим Кларк на Лотусі, який і став переможцем.
У Голландії історія повторилася. Кларк знову виграв гонку. Філл Гілл і Джанкарло Багетті  стартували з тринадцятої і п'ятнадцятої позиції відповідно. Після п'ятнадцяти кіл Гілл зійшов через проблеми з підвіскою. Багетті тримався ще два, допоки його не підвела система запалення. Болід команди АТС виявився відверто слабким і неспроможнім на конкуренцію. У Франції американець не пройшов кваліфікацію. А  Гран-прі Великої Британії він просто пропустив через те, що болід Скудерії Філіпінетті, за яку він мав виступити,  ще не був готовий. До Німеччини авто все ж доправили, але пошкодили при транспортуванні. Тож цей етап він теж пропустив. В Гран-прі Італії він все ж таки дотягнув до фінішу з відставанням у сім кіл, ставши одиннадцятим. У Монці Джим Кларк достроково став чемпіоном, маючи 51 із 54 можливих залікових балів.
На  наступному Гран-прі в США Гілл проїхав лише чотири кола, а у Мексиці, проїхавши більшу частину дистанції, зійшов через підвіску.
На наступний сезон він перейшов до британської команди Купер.

### 1964
Перейшовши на 1964 рік до стайні Купер, Філ Гілл став напарником Брюса Макларена.  У Монако, який відкривав сезон Купери до фінішу не доїхали, але Філ Гілл був класифікований де'ятим, подолавши третину дистанції. Перемогу здобули боліди БРМ Грема Гілла та Річі Гінтера.   У Нідерландах Макларен та Гілл, зайнявши непогані місця на старті, фінішували сьомим і восьмим відповідно. На трасі у Бельгії Гілл зійшов після тринадцяти  кіл, а Макларен фінішував другим, заробивши перші очки. У Франції Філ стартував з четвертого ряда, поруч із давнім другом Гінтером. Перегони тоді виграв Ден Герні на боліді команди Бребгем. Гінтер став п'ятим. Гілл з відставанням на одне коло — сьомим. 
Найвищим результатом американця в сезоні стало шосте місце на  Гран-прі Великої Британії. У гонці в Німеччині, яку виграв Джон Сертіс, Гілл проїхав лише одне коло. На трасі Цельтвег у Австрії група лідерів у складі Грема Гілла, Джона Сертіса, Джима Кларка та Річі Гінтера зійшла достроково, не подолавши й половини дистанції. Філ Гілл, що стартував двадцятим, залишався на трасі, але лише до п'ятдесят восьмого кола, коли потрапив в аварію. В Італії, яка принесла другу перемогу Джону Сертісу, він не стартував. На Гран-прі США, відразу після початку перегонів, у Гілла відмовила система запалення. У Мексиці Філ Гілл стартував з п'ятнадцятої позиції. На цьому Гран-прі вирішувалася доля чемпіонського титулу, на який мали шанси Грем Гілл, Джон Сертіс та Джим Кларк. Залік очолював Грем Гілл, на старті він багато програв, але зміг повернути собі третє місце, яке гарантувало йому титул. Та на ньому він залишався лише допоки Лоренцо Бандіні не виштовхнув його з траси. Кларк заглух на останньому колі. Бандіні ж, пропустив на друге місце Сертіса, який і виграв титул.
Для Філа Гілла це був останній проведений Гран-прі. Після закінчення він оголосив, що залишає Формулу-1.

### 1966
У 1966 році Гілл подав заявку на участь у Гран-прі Італії у складі команди All American Racers, за яку виступав тоді Ден Герні, але на старт він так і не вийшов. А наступного року після перемоги в 6 годинах Брендс-Хетч  пішов із автоспорту.

## Перегони на витривалість
1955 року FIA створила Світовий чемпіонат перегонів на витривалість, який став першим в серії перегонів спортивних автівок.

### Ле-Ман
Гілл завжди говорив, що його улюбленими перегонами є гонки на витривалість в Ле-Мані. Філ став одним з восьми трикратних переможців гонки на трасі Сарте, вигравши перегони у 1958, 1961 та 1962. Його штурманом під час перемог був Олів'є Жендеб'єн. Всього Гілл узів участь у 14 гонках Ле-Ману. Вперше він вийшов на старт у 1953 році, востаннє — у 1967.

### Нюрбургринг
Вперше у перегонах на Нюрбургрингу Гілл узяв участь у 1956 році разом із  Жендеб'єном та Альфонсо де Портаго за Феррарі. Тоді вони посіли третє місце. У 1958-му з Луїджі Муссо Гілл став четвертим. 1959 рік приніс їм з Жендеб'єном вже другу сходинку на фініші. 
1960 року екіпаж Вольфганг фон Тріпс—Філ Гілл з дистанції зійшов. На майбутній рік виступ закінчився так само. 1962 Гілл  разом із напарником Олів'є Жендеб'єном на Ferrari Dino 246SP нарешті здобули перемогу. 1963-го у команді із шведом Йо Бонньє на Porsche Гілл зійшов. Наступного року на Форді із Брюсом Маклареном американець знову не доїхав до фінішу. 1965 картина повторилася. Його напарником був також Олів'є Жендеб'єн. Та в 1966 Екіпаж Гілл—Бонньє таки здобув перемогу. цього разу вони виступали під американським прапором за команду Chaparral на Chaparral 2D. 1967 відбувся останній виступ Гілла в цих перегонах. Як і майже всі гонки цього року Гілл до кінця не довів.

### Буенос-Айрес
У перегонах 1000 км Буенос-Айресу Гілл вперше взяв участь 1954 року, відразу після їх створення. Тоді він став другим. 1956 року Гілл разом з Жендеб'єном знову другий. 1958 він виграв гонку разом з Пітером Коллінзом. 1960 разом з Кліффом Еллісоном Філ знову став першим. На наступний сезон гонку припинили аж до 1969 року. Тож ці вісім років Гілл вважався останнім переможцем 1000 км Буенос-Айресу.

## Спортпрототипи

### Тарга Флоріо
У легендарній гонці спортпрототипів Targa Florio Гілл вперше взяв участь 1958 року разом із Пітером Коллінзом. Вони тоді фінішували четвертими. 1959 року Гілл виступав у парі з торішнім переможцем Олів'є Жендеб'єном, але вони були змушені зійти. Наступного року американець був вже другим разом з Вольфгангом фон Тріпсом. 1961 з Річі Гінтером — знов зійшов. 1964 — став шостим. Беручи участь востаннє в 1967, Гілл також не фінішував.

## Після перегонів
На початку 1968 року Гілл раптом усвідомив, що забув подовжити ліцензію на участь в міжнародних змаганнях. За його власними словами, він зненацька виявив, що став відставним гонщиком. Завершивши кар'єру у автоперегонах, він повернувся до Санта—Моніки, де оселився у старовинному будинку в мавританському стилі, який перейшов йому ще у 1959 році за заповітом тітки. 1971 року він одружився. Тоді ж, на початку семидесятих створив разом із давнім приятелем Кеном Воном фірму Hill & Vaghn, що спеціалізувалася на реставрації старовинних автівок.  До цього реставрування машин було лише хобі Філа. 1984 року Вон продав свою частку йорданському раджі Гаргуру і заснував власну справу. Гілл залишився працювати у Гаргура.
Більше тридцяти років він у співпраці з Джоном Ламмом  писав огляди та статті, у тому числі з історії автоперегонів, для журналу «Road & Track». На каналі ABC він працював телекоментатором програми «Сторінка світу спорту». Часто його запрошували бути суддею на конкурсах краси старих автомобілів. Так, на конкурсі Pebble Beach Concours d'Elegance він виконував цю роль 40 разів!

## Стиль пілотування та особистість
У молоді роки Гілл відрізнявся нерозсудливістю та інстинктивністю. Перерва у перегонах 1953 року викликана станом здоров'я дала йому змогу переосмислити саму сутність перегонів. Після цього його стиль характеризувався не інакше як ретельно вивірений. Однією з найсильніших його сторін як водія була дивовижна чутливість до внутрішньої роботи автівок.
Дисциплінований і стриманий, він фінішував у 80% випадків. Для того часу це було екстраординарно. За всю свою гоночну кар'єру Гілл жодного разу не опинявся в лікарні через травми, хоча і потрапляв в аварії. Він був перфекціоністом, вважаючи всі боліди, якими керував і треки, на яких їздив, найкращими. Перед кожною гонкою він повільно обїжджав трек на седані, зупиняючись, щоб підібрати вологе листя. Він робив подумки замітки про кожне дерево, чиє віття може зберегти ранкову росу на трасі і кожну будівлю, яка може створити перехресний вітер, щоб полегшити шлях його авто на високих швидкостях. Попри це перед кожними перегонами він нервово палив цигарки.
До підготовки боліду він був дуже вимогливий. В ніч, перед тим як виграти чемпіонат, він змусив свого механіка встановити новий двигун лише тому, що встановлений здався йому неправильним. Після отримання чемпіонства кореспондент  The New York Times Magazine запитав його чи збирається він кинути, Філ відповів що не знає і ще не вирішив.
Здавалось Гілл бачив речі, ще до того, як вони відбувались. В той час як інші водії витрачали час на те, щоб вийти із складного становища, в якому опинилися, Гілл просто припускав можливість таких ситуацій і уникав їх. Інтуїція врятувала йому життя в Ле-Мані у 1955, коли він заїхав на піт-стоп. Гілл згодом розповідав, що почув дивні звуки, а потім побачив Mercedes, що летів прямо у натовп. Філ відскочив від лавки, на якій сидів, і пригнувся. Загинуло 83 людини, неподалік Гілла лежав важко поранений маршал, американець же не отримав жодної подряпини. Протягом багатьох років Філ сприймав смерть, як невід'ємну складову своєї професії.  У перегонах загинули його товариші: Хоторн, фон Тріпс, Бера, Шелл, Коллінз. Гілл пішов з перегонів у віці 40 років, тоді це вважалося рано. На це він відповідав, що передчував, якщо вчасно не зупиниться, то загине, а більш за все він не хотів би бути мертвим. Про свій страх смерті він не боявся говорити відверто в часи, коли ця тема була табу поміж гонщиків. За це він отримав своє прізвисько Гамлет у шоломі. Для того, щоб не стати жертвою суперництва під час гонок він відволікався на інші речі, наприклад, музику та музичні інструменти, які колекціонував. Коли загинув його напарник фон Тріпс, з яким вони разом змагались за титул, Гілл був у стані шоку. День поховання фон Тріпса він назвав найсумнішим в своєму житті.
Перші п'ять років після закінчення виступів він жив, усамітнившись, у старому будинку, що колись належав ще його батькам. Тоді він занурився у фізичну і розумову діяльність.
У будинку він спробував відновити всередині все так, як було в його дитинстві. Гілл перебудував лише гараж для потреб своєї роботи з реставрації старих автівок. Колекція його власних автомобілів була настільки великою, що окремі екземпляри стояли чи не у всіх сусідів по кварталу. Реставрувати автівки він почав ще в юності, але тоді це було просто хобі. У відновленні старих машин особливої уваги він приділяв надійності і працездатності механіки. Загалом він отримував неймовірне задоволення від повернення будь-чого до первинного стану.
Гілл був надзвичано допитливою та сприйнятливою людиною. Від початку його допитливість була спрямована на автівки та перегони. Він розмірковував на теми життя, сна і смерті, вважаючи останню новим станом, в якому стають частиною космічної єдності всього сущого в минулому, теперішньому та майбутньому. Згодом, він переключився на більш тривіальні та не менш серйозні речі. Він міг запросто розібрати фен дружини лише для того, щоб подивитись, як він працює чи засинати з книгами з анатомії, щоб досконально вивчити будову людського тіла. Він жив за принципом, що не варто жити, не досліджуючи життя.
Одним з найзахоплюючих його хобі став самоаналіз. Він використовував його в надії зрозуміти своє минуле та колишню одержимість перегонами.
Намагаючись віднайти мотиви своїх вчинків, він у спогадах часто повертався в дитинство. Певний час після перегонів він не міг збагнути, навіщо присвятив такому бузглуздому заняттю як перегони  великий шмат свого життя. Та згодом  він почав толерантніше відзивався про цю справу.
Будучи мультимільйонером, любив одягатися в картаті сорочки і вельветові джинси. Із розпатланим волоссям та мілкими рисами обличчя, він нагадував хлопчака. Він виглядав невеликим, проте його зріст дорівнював п'яти футам десяти дюймам (близько 178 см).
Його інтереси поширювалися на антикварні годинники, механічні музичні інструменти та паровози. Він був старанним архіваріусом і відмінним фотографом. Все життя Гілл зберігав старовинну мініатюрну Біблію своєї бабусі, датовану 1837 роком. Він читав найрізноманітнішу літературу, був прихильником класичної музики та італійської опери, і від семидесятих полюбляв проводити історичні дослідження. 

## Приватне життя
Затятий холостяк Філ Гілл ніколи не думав, що одружиться. Маючи перед очима невдали приклад батьків, він вирішив, що шлюб не для нього. 
Але одного разу в його двері постукала шкільна вчителька з яскравою зовнішністю, щоб запросити взяти участь в одному шкільному заході. Гілл потім згадував, що відчинив двері і подумав:«Дяка Небесам!». Вчителька виявилася уродженою Альмою Варановскі. Її батьки опинилися під час Другої Світової війни у статусі переміщенних осіб, рятуючись від нацизму, вони емігрували до Аризони. Вони оселилися у Фініксі, де батько Альми брався за будь-яку працю і збудував там житло власноруч.
Філ з Альмою побралися 5 червня 1971 року. Йому було 44 роки, їй — 33. Для нареченої це був другий шлюб. Від першого в неї залишилася одиннадцятирічна дочка Дженіфер. У пари народилася дочка Ванесса, а 28 березня 1975 року з'явився і син Дерек.
Дерек теж вирішив стати гонщиком і залишив для цього колледж. Батьки цього не сприйняли. Філ був проти того, щоб його діти займалися цією справою. Але згодом Дерек, одержуючи перемоги, схилив їх на свою сторону.
Дженніфер вийшла заміж і переїхала в Niwot, штат Колорадо. В неї дві доньки: Ліз та Ізабелла.
Ванесса також одружена. Тепер її прізвище Роджерс. Проживає вона в місті своїх дідуся та бабусі — Фініксі.
Загалом у Філа Гілла четверо онуків.
З Альмою вони прожили у шлюбі щасливі 37 років.

## Смерть
Філ Гілл помер у Community Hospital в Монтереї. Смерть настала у четвер о 10:30 27 серпня 2008 року в результаті респіраторного захворювання, ускладненого хворобою Паркінсона. Служба за Філіпа Толла Гілл-молодшого була проведена в католицькій церкві Санта-Моніки. Поховання відбулося у середу, опівдні 10 вересня 2008 року на цвинтарі Вудлоун у Санта-Моніці. Окрім членів родини, були присутні друзі гонщика: Керролл Шелбі, Ден Герні, Джим Холл, Джон Ламм, Енн Ботуелл, Харли Клакстон та багато інших.

## Цікаві факти
- Гран-прі Франції 1958 року став першою гонкою у Формулі-1 відразу для двох американських пілотів:Філа Гілла і його товариша Керролла Шелбі та останньою для Маестро Хуана-Мануеля Фанхіо.[29]
- Філ Гілл брав участь у зйомках художнього фільму «Гран-прі» у 1966 році.
- 1991 року його було внесено у Міжнародний зал слави автоспорту.